# Tom Frager
 (juin 2024).
Tom Frager, né le 1er juillet 1977 à Dakar au Sénégal, est auteur-compositeur-interprète français faisant partie du groupe Gwayav' et surfeur dix fois champion de surf en Guadeloupe. Il est principalement connu pour avoir interprété la chanson Lady Melody.

## Biographie
Né au Sénégal en 1977,, Tom Frager grandit en Guadeloupe, où il commence à surfer dès l'enfance. Diplômé de Sciences et techniques des activités physiques et sportives (STAPS), il devient le surfeur local le plus titré de sa génération, et remporte plusieurs titres, dont celui de vice-champion de France de Surf 1993 et 1994. Accompagné de sa guitare, il écrit des chansons durant ses voyages autour du globe pour les compétitions. Il vit alors à Capbreton dans les Landes.
En 2001, victime d'une extension osseuse à la cheville, il doit se faire opérer et arrêter le surf. Il intègre alors l'école de musique du CIAM, et en 2002, forme le groupe Gwayav' avec quatre amis musiciens et surfeurs. Leur premier album Bloom Inside s'écoule à près de 5 000 exemplaires. Tom Frager mêle pop, rock, reggae, ska ou jazz manouche confrontant mélodies originales et rupture de rythme. Ses influences vont du reggae de Bob Marley au rock de Sublime en passant par la pop-soul de Jason Mraz.
Tom Frager coécrit avec d'autres artistes, comme le triple champion du monde de surf Tom Curren ou Amen Viana, le guitariste de Keziah Jones. Il a notamment assuré les premières parties d'Alpha Blondy, Toots and the Maytals, Patrice, Groundation, Sizzla, Sublime Tribute, le Peuple de l'herbe et se produit sur les grands festivals français comme les Francofolies de La Rochelle ou encore Les Extravagances de Biarritz. Tom Frager & Gwayav' ont donné près de 400 concerts en 7 ans.
Parallèlement, il continue le surf, mais a arrêté définitivement la compétition. En 2009, il sort son troisième album qui s'intitule Better days réedition. Cet album va être un énorme succès[réf. nécessaire], notamment grâce au premier single Lady Melody qui sera le tube de l'été 2009. Give me that love est le deuxième single de l'album et qui rencontre aussi un succès. Ce single existe en version anglaise et française. Il sort un troisième single qui s'intitule Home.
En 2010, Tom Frager est nommé aux NRJ Music Awards dans la catégorie Révélation française de l'année. Depuis fin 2010 Tom travaille sur un album qu’il produit entre la France métropolitaine et la Guadeloupe.
En 2011 sortent les singles Nouvelle vie et Darling. Peu après, Tom Frager décide de quitter sa maison de disques pour désaccord artistique.
Le 1er juillet 2013, la compilation Tropical Family sort dans les bacs. Elle y comprend le titre "Belle-Île-en-Mer", reprise de Laurent Voulzy, interprétée par Tom Frager.
Le 26 août 2013, le 3e album original de Tom Frager, Carnet de route, sort en production indépendante (Gwayav' Records). Il comprend 12 titres, en français et en anglais. Le style musical est principalement folk et reggae. Tiken Jah Fakoly y fait un featuring sur le titre « Je tourne en rond ». Les titres « No Guns » et « M'en aller » obtiendront un certain succès régional, grâce aux showcases, ainsi qu'aux diffusions par les radios locales. Mais l'album ne dépassera pas les 2000 ventes et ne rencontrera pas le succès escompté au niveau national.
Les années suivantes, Tom Frager donne de nombreux concerts, notamment lors des festivals d'été. Le 28 septembre 2013, il se produit par-exemple à Hossegor, à l'occasion du QuickSilver rider pro. Le 21 avril 2016, il se produit aux Pétarades à Brest et le 2 août de la même année , il se produit au Belambra les Estagnots, à  Seignosse avec Juliette Guimard, ainsi que le 20 août en première partie de Pascal Obispo à St Jean d'Illac.
De 2013 à 2017, parallèlement aux tournées de concerts acoustiques, le plus souvent dans le Sud-Ouest de la France, Tom travaille sur son nouvel album en compagnie notamment de son acolyte de toujours Henry Daurel. Le troisième album, Carnet de Route, ayant été sorti en production indépendante, le prochain opus sera en revanche soutenu par une maison de disques pour être plus facilement distribué au grand public au niveau national. Le 2 février 2017, Tom Frager finit en effet par signer avec Capitol (Universal Music Group).
Le quatrième album de Tom Frager, annoncé pour 2018, sera un album de chansons 100% francophones, et réalisé par Dominique Sablier. En interview, Tom précise que cette envie d'écrire cette fois exclusivement en français lui a été largement insufflée par sa participation aux Rencontres d'Astaffort en 2015 où il a pu bénéficier des conseils de Francis Cabrel. Pour l'écriture de certains de ses nouveaux titres, Tom s'est cette fois entouré de co-auteurs: Ben Mazué, Jean-Baptiste Soulard, Renan Mazéas, Sabrina Mutzig, etc.
Le premier single annonciateur de l'album sort le 16 juin 2017. Il s'intitule "Le Bruit des Couleurs" et est co-signé par Ben Mazué. Malgré la diffusion par des radios locales, un clip de qualité, et les showcases en public, il peine à s'imposer sur les ondes nationales et les radios ne suivent pas. Un an après, en juin 2018, un 2e single est lancé: "Je me Balade" , mais sans plus de succès.
Le 26 juillet 2018, Tom Frager participe au réveil du roi Léon pour la journée des enfants aux fêtes de Bayonne. Il se produit tout l'été 2018 sur des scènes locales et dans les bars de la région sud-ouest.
C’est au cours de ce même été 2018 que, les objectifs n’étant pas atteints, Universal prend la décision d’abandonner le projet et de rompre le contrat qui lie Capitol avec Tom Frager.
À la rentrée de septembre 2018, l’artiste se retrouve alors avec un album quasiment prêt depuis 2 ans, mais sans maison de disque pour le lancer.
Avec la persévérance qui le caractérise, il décide alors de sortir ce 4e album lui-même, en indépendant, et met les bouchées doubles sur la communication, notamment sur Instagram.
Un nouveau single, « Reste un peu », co-écrit avec l'artiste Morik, sort le 3 mai 2019 et précède l’album « Au Large des Villes » dont la sortie est annoncée pour le 28 juin. L’album compte 15 titres. « Le Bruit des couleurs », co-écrit avec Ben Mazué, n’y figure plus.
Tom a également créé un surfcamp à Tamraght dans la région d'Agadir au Maroc.
En 2020, pendant le confinement il participe au single Et toi écrit par le groupe Leonie.
En 2024, le 31 Mai, Tom sort une version légèrement revisitée de son tube "Lady Melody" en collaboration avec la chanteuse française Philippine Lavrey.

## Membres du groupe Gwayav'
- Tom Frager : Chant & Guitare
- Henry "Riton" Daurel : Guitare
- Janine Terhoff : Chœur
- Carolina Carmona : Chœur
- Cécile Renaud : Chœur
- Stephane "Nimal" Garcia Tudela : Batterie
- Jerome Gron : Piano
- Julien Grenier : Piano
- Lionel Dubourdieu : Basse / Tour Manager
- Renaud "Bud" Cadeau : Basse
- Marc Closier : Saxophone
- Lucas Saint Cricq : Saxophone
- Laure Frejacques : Trompette
- Simon Mestre : Trombone
- Thomas Renwick : Guitare
- Fabrice Lefèvre : Ingénieur son (F.O.H.)
- Pierre Leppoulpe : Percussions

## Discographie

### Albums
- 2005 : Bloom Inside (avec Gwayav')
- 2008 : Better Days
- 2013 : Carnet de route
- 2019 : Au large des villes

### Singles
| Année | Single                                | Classement des ventes | Classement des ventes | Classement des ventes | Classement des ventes | Album               |
| Année | Single                                | FR                    | FR (TL)1              | BEL (WA)              | Suisse                | Album               |
| ----- | ------------------------------------- | --------------------- | --------------------- | --------------------- | --------------------- | ------------------- |
| 2009  | Lady Melody                           | 1                     | 1                     | 40                    | 36                    | Better Days         |
| 2010  | Give Me That Love                     | 13                    | 37                    | —                     | —                     | Better Days         |
| 2010  | Home                                  | 14                    | —                     | —                     | —                     | Better Days         |
| 2011  | Nouvelle vie                          | —                     | —                     | —                     | —                     |                     |
| 2011  | Darling                               | —                     | —                     | —                     |                       | —                   |
| 2013  | M'en aller                            | —                     | —                     | —                     | —                     | Carnet de route     |
| 2014  | No Guns                               | —                     | —                     | —                     | —                     | Carnet de route     |
| 2017  | Le bruit des couleurs                 | —                     | —                     | —                     | —                     |                     |
| 2019  | Reste un peu                          | —                     | —                     | —                     | —                     | Au large des villes |
| 2021  | Je me balade (feat. Silvàn Areg)      | —                     | —                     | —                     | —                     | —                   |
| 2022  | Fais-moi penser                       | —                     | —                     | —                     | —                     | —                   |
| 2023  | Citoyen du monde                      | —                     | —                     | —                     | —                     | —                   |
| 2024  | Lady Melody (feat. Philippine Lavrey) | —                     | —                     | —                     | —                     | —                   |
| 2025  | Touché coulé (feat. Zaho)             | —                     | —                     | —                     | —                     |                     |

### Autres titres
- Belle-Île-en-Mer, reprise de Laurent Voulzy sur l'album du collectif Tropical Family.
- Et toi avec le groupe Leonie[12].

## Filmographie
Vidéo-clip Home réalisé en 2010 (Côte d'Ivoire) par Jessy Nottola

## Autres groupes
Tom Frager a aussi été proche du groupe FSB, formé à Hossegor qui sortira un unique album Keskispass dans un style bercé des inspirations semblables à celles du groupe Gwayav', auxquelles on pourrait ajouter No Doubt.
FSB est une formation de six personnes, un chanteur, un chanteur-batteur, un guitariste, un bassiste, un percussionniste et un scratcheur. L'album Keskispass est sorti en auto production : 14 compositions enregistrées sur huit pistes dans une cave de Bordeaux. Le groupe exporte sa musique sur les scènes surf, en combinant un son tropical à des textes français, anglais et franglais.